# Liam Kerrigan
Liam Thomas Kerrigan (Sligo, 9 maggio 2000) è un calciatore irlandese, centrocampista o attaccante svincolato.

## Biografia
È cugino di secondo grado di Johnny Kenny, anch'egli calciatore professionista.

## Carriera

### Club
Kerrigan ha iniziato la propria carriera da calciatore professionista tra le file degli Sligo Rovers. Il 22 luglio 2019, ha firmato ufficialmente per l'UCD, squadra dell''University College Dublin, militante nella seconda serie irlandese. Nel corso della sua permanenza all'UCD, Kerrigan è diventato uno dei giocatori chiave della squadra, aiutandola anche a raggiungere la promozione in Premier Division nel novembre 2021.
Dopo 74 presenze e 20 reti segnate per il club irlandese, il 18 luglio 2022 Kerrigan ha firmato un contratto triennale con il Como, militante in Serie B. Il 21 agosto 2022, ha esordito ufficialmente con il club lariano, segnando anche il suo primo gol nella gara in trasferta contro il Pisa, pareggiata per 2-2. Nel settembre dello stesso anno, il giocatore ha subito una frattura del legamento crociato anteriore, infortunio che lo ha costretto a saltare tutto il resto della stagione. Ritornato a disposizione poco prima dell'inizio della stagione 2023-2024, è ritornato in campo il 20 agosto 2023, subentrando a Lucas Da Cunha al 58º minuto della gara esterna contro il Venezia, persa per 3-0.
Il 26 gennaio 2024, Kerrigan è stato ceduto in prestito al Novara, in Serie C, fino al termine della stagione. Due giorni dopo fa il proprio debutto ufficiale giocando da titolare la gara contro il Padova.

## Statistiche

### Presenze e reti nei club
Statistiche aggiornate al 29 agosto 2024.
| Stagione            | Squadra             | Campionato          | Campionato | Campionato | Coppe nazionali | Coppe nazionali | Coppe nazionali | Coppe europee | Coppe europee | Coppe europee | Altre coppe | Altre coppe | Altre coppe | Totale | Totale | Totale |
| Stagione            | Squadra             | Comp                | Pres       | Reti       | Comp            | Pres            | Reti            | Comp          | Pres          | Reti          | Comp        | Pres        | Reti        | Pres   | Reti   |        |
| ------------------- | ------------------- | ------------------- | ---------- | ---------- | --------------- | --------------- | --------------- | ------------- | ------------- | ------------- | ----------- | ----------- | ----------- | ------ | ------ | ------ |
| 2018                | Sligo Rovers        | PD                  | 11         | 0          | CI+CdL          | 0               | 0               | -             | -             | -             | -           | -           | -           | 11     | 0      |        |
| gen.-lug. 2019      | Sligo Rovers        | PD                  | 12         | 0          | CI+CdL          | 0+1             | 0               | -             | -             | -             | SCC         | 1           | 0           | 14     | 0      |        |
| Totale Sligo Rovers | Totale Sligo Rovers | Totale Sligo Rovers | 23         | 0          |                 | 1               | 0               |               | -             | -             |             | 1           | 0           | 25     | 0      |        |
| lug.-nov. 2019      | UCD                 | PD                  | 8          | 1          | CI+CdL          | 2+0             | 4+0             | -             | -             | -             | LSC         | -           | -           | 10     | 5      |        |
| 2020                | UCD                 | 1D                  | 18+1       | 5+0        | CI+CdL          | 1+0             | 0               | -             | -             | -             | -           | -           | -           | 20     | 5      |        |
| 2021                | UCD                 | 1D                  | 25+4       | 12+0       | CI              | 3               | 1               | -             | -             | -             | -           | -           | -           | 32     | 13     |        |
| 2022                | UCD                 | PD                  | 19         | 2          | CI              | 0               | 0               | -             | -             | -             | -           | -           | -           | 19     | 2      |        |
| Totale UCD          | Totale UCD          | Totale UCD          | 70+5       | 20+0       |                 | 6               | 5               |               | -             | -             |             | -           | -           | 81     | 25     |        |
| lug. 2022-2023      | Como                | B                   | 4          | 1          | CI              | 1               | 0               | -             | -             | -             | -           | -           | -           | 5      | 1      |        |
| 2023-gen. 2024      | Como                | B                   | 8          | 0          | CI              | 1               | 0               | -             | -             | -             | -           | -           | -           | 9      | 0      |        |
| Totale Como         | Totale Como         | Totale Como         | 12         | 1          |                 | 2               | 0               |               | -             | -             |             | -           | -           | 14     | 1      |        |
| gen.-giu. 2024      | Novara              | C                   | 8+1        | 0          | CI-C            | -               | -               | -             | -             | -             | -           | -           | -           | 9      | 5      |        |
| Totale carriera     | Totale carriera     | Totale carriera     | 118+1      | 21         |                 | 9               | 5               |               | -             | -             |             | -           | -           | 128    | 26     |        |